# پاول هابرا
پاول هابرا (انگلیسی: Pavol Habera; ۱۲ آوریل ۱۹۶۲ – ) موسیقی‌دان، خواننده، و آهنگساز اهل کشور اسلواکی است. وی از سال ۱۹۸۲ میلادی تاکنون مشغول فعالیت بوده‌است.